# Решетняк, Иван Семёнович
Иван Семёнович Решетняк (5 августа 1935, село Степное, Новопсковский район, Луганская область — 6 ноября 2002) — советский военнослужащий, заслуженный лётчик-испытатель СССР, отличник воздушного транспорта, полковник.

## Факты из биографии
В 1953 году получил среднее образование, окончив 10 классов общеобразовательной школы и Ворошиловградский аэроклуб.
С октября 1953 года начал службу в Вооружённых силах СССР. В 1954 году в городе Актюбинск окончил 26-ю ВАШПОЛ. В 1956 году прошёл обучение в Омском авиационном училище лётчиков и в Нежинской военной авиационной офицерской школе боевого применения дальней авиации. В период с 1953 по 1968 годы проходил службу военным лётчиком в Дальней авиации СССР. Затем в 1968 году заочно окончил Московский инженерно-экономический институт.
В дальнейшем перешёл на должность старшего лётчика-испытателя Казанского авиационного завода, где вплоть до 1978 года принимал участие в отработке первых серийных образцов Ту-16, Ту-22, Ту-22М, Ту-160, Ил-62, Ил-62М. Затем до 1990 года работал старшим лётчиком-испытателем Воронежского авиационного производственного объединения, где занимался испытаниями машин Ил-86, Ил-96 и их модификаций. В сентябре 1990 года вышел в запас и в дальнейшем исполнял обязанности лётчика-испытателя-инструктора и советника генерального директора по безопасности полётов ОАО «Воронежское акционерное самолётостроительное предприятие».
Ушёл из жизни 6 ноября 2002 года, похоронен на Левобережном кладбище в Воронеже.

## Награды и регалии
- 12 августа 1982 года: заслуженный лётчик-испытатель СССР,
- 3 марта 1983 года: орден Красной Звезды.